# Río Polochic
Río Polochic är ett vattendrag i Guatemala. Det ligger i den centrala delen av landet, 150 km nordost om huvudstaden Guatemala City.